# Deutsches Literaturinstitut Leipzig

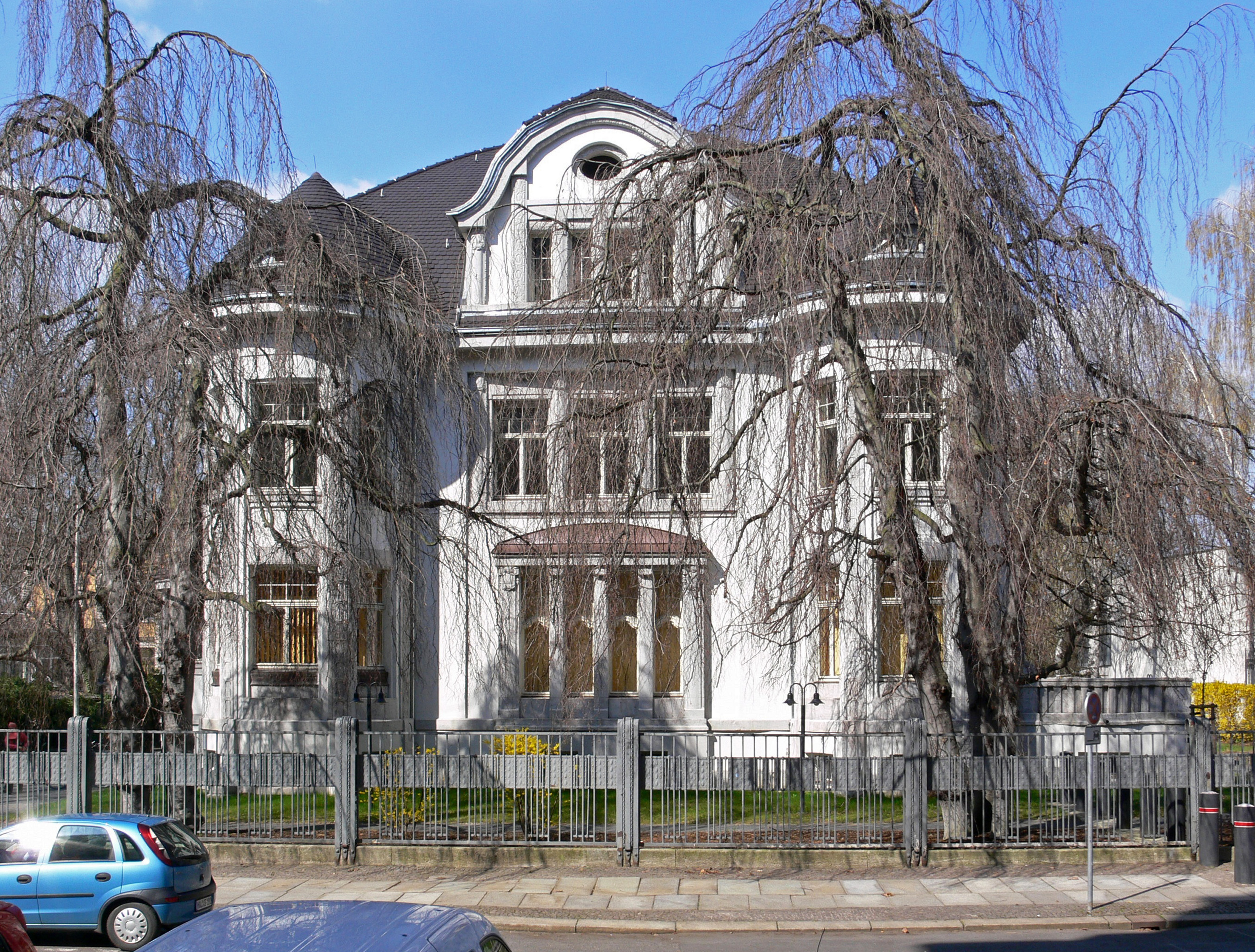
Instytut Literatury w Lipsku

Deutsches Literaturinstitut Leipzig (pol. Niemiecki Instytut Literatury w Lipsku) na Uniwersytecie w Lipsku oferuje pisarzom wykształcenie akademickie w niemieckim obszarze językowym. Obok kierunków „Kreatywne pisanie i dziennikarstwo kulturowe” na Uniwersytecie Hildesheim, „Sztuki języka” na Uniwersytecie Sztuk Stosowanych w Wiedniu oraz kierunku „Literackie pisanie” w Szwajcarskim Instytucie Literatury, Niemiecki Instytut Literatury w Lipsku daje jedyną możliwość studiowania literackiego pisania na niemieckojęzycznym uniwersytecie. Trwające sześć semestrów studia obejmują przedmioty: proza, liryka oraz dramaturgia/ nowe media. Od semestru zimowego 2006/2007 obowiązują licencjacki oraz magisterski tok studiów. Niemiecki Instytut Literatury w Lipsku znajduje się w Musikviertel w willi przy Wächterstraße 34 w Lipsku.

## Historia

### Literaturinstitut „Johannes R. Becher”
Instytut Literatury został założony w 1955 roku zgodnie z decyzją sekretariatu głównego SED w celu wspomagania ideologicznego i artystycznego kształcenia pisarzy. W 1958 roku Instytut otrzymał status uczelni wyższej, a w 1959 imię patrona Johannesa R. Bechera. Jego siedzibą od 1955 do 1993 roku była dom na ulicy Karl-Tauchnitz 8. Nauka przekazywana w Instytucie nawiązywała do zainteresowań młodych autorów: seminaria dotyczące liryki, prozy i dramaturgii stały w centrum wykształcenia. Dodatkowo oferowane były zajęcia edukacyjne mające na celu poszerzenie intelektualnych horyzontów oraz stymulowanie procesu literackiego tworzenia: literatura niemiecka, światowa, sowiecka, estetyka, kulturoznawstwo, stylistyka, krytyka literacka, historia sztuki oraz muzyki, a także obligatoryjny na każdej uczelni wyższej w DDR przedmiot marksizm-leninizm.
Do studiów należała także roczna praktyka w kopalni węgla brunatnego VEB Braunkohlenwerk Regis. Głównymi punktami programu semestru były warsztatowe czytania przed plenum instytutu, w czasie których studenci deklamowali swoje teksty rezygnując z wszelkiego dodatkowego komentowania ich i wystawiali się na otwartą krytykę.
Obok studiów stacjonarnych w Instytucie Literatury była również możliwość odbycia studiów zaocznych (studia podyplomowe). Studenci tej formy studiów spotykali się co cztery tygodnie w weekendy na trzydniowych zajęciach.
Zadaniem Instytutu było wychowanie pisarzy do socjalistycznego realizmu w duchu SED. Jednak pod osłoną państwowego instytutu panowała atmosfera relatywnej otwartości, która to wydała pokaźną liczbę międzynarodowo cenionych autorów.
Centralną postacią instytutu był przez ponad półtorej dekady poeta liryczny Georg Maurer, który prowadził od 1955 do 1970 roku seminarium dotyczące liryki oraz ukształtował całą generację młodych poetów DDR (Saksońska Szkoła Poetów).
Latem 1968 roku grupa studentów Instytutu Literatury, w tym Heidemarie Härtl, Gert Neumann, Siegmar Faust oraz Andreas Reimann zorganizowali nielegalne czytanie liryki na lipskim zbiorniku retencyjnym Elsterstausee. Podczas czytania został niejako „odkryty” Wolfgang Hilbig jako utalentowany poeta.
Ministerstwo Bezpieczeństwa Państwowego uznało planowane jako nieszkodliwe wydarzenie wymiany poetyckiej za działalność wywrotową, co spowodowało wykluczenie z partii i uwięzienie niektórych studentów.
Wolne Państwo Saksonia rozwiązało Instytut Literatury im. Bechera w drodze uchwały z dniem 31 grudnia 1990 roku z uzasadnieniem, że oferta studiów nie odpowiadała wymaganiom demokratycznego społeczeństwa, względnie demokratycznego państwa konstytucyjnego oraz społecznej gospodarce rynkowej. Nauczanie opierało się na ideologii, jak również na stanie i porządku społecznym istniejącego socjalizmu. Ostatni absolwenci Instytutu Literatury otrzymali Diplom für literarisches Schreiben („Dyplom literackiego pisania”). Można to było uznać za nowość.
Z powodu protestów studentów (w tym okupacji instytutu od 1 do 6 stycznia 1991 r.), sprzeciwów posłów, naukowców i licznych pisarzy, między innymi Hansa Mayera i Waltera Jensa, Saksońskie Ministerstwo Stanu musiało ponownie przemyśleć sprawę Instytutu Literatury. Rezultatem była koncepcja, zgodnie z którą stary Instytut miał zostać rozwiązany, a na jego miejsce miał być założony nowy.

### Deutsches Literaturinstitut
Pod dachem Uniwersytetu w Lipsku powstał Niemiecki Instytut Literatury, który rozpoczął działalność w 1995 roku. Od 1999 roku funkcję dyrektora pełni dyrektor zarządzający, którym stają się na zmianę profesorowie Instytutu. W semestrze zimowym 2006/2007 tytuł licencjata literackiego pisania zastąpił dotychczasowy kurs dyplomowy. Program studiów podzielony jest na seminaria teoretyczne i praktyczne. Podstawy historii i teorii literatury są warunkiem wstępnym zrozumienia i krytyki struktury tekstów. Oprócz konkretnej pracy nad tekstami, seminaria warsztatowe służą krytycznemu poszerzaniu kompetencji. Studentom dana jest możliwość wypróbowania różnych form tekstu.
Oprócz seminariów poświęconych prozie, poezji i dramaturgii proponowane są też zajęcia związane z pisarstwem dziennikarskim, dramatem radiowym, lub na przykład tekstem reklamowym. Ponieważ każdego roku przyjmowanych jest tylko około 20 kandydatów, a większość kursów odbywa się w tym samym budynku, wśród studentów ist  nieje żywa wymiana poglądów.
Raz w roku publikowana jest antologia „Tippgemeinschaft”, w której studenci przedstawiają swoje prace czytelnikom.
W 2005 r. Instytut otrzymał nagrodę krytyków niemieckich (Deutscher Kritikerpreis). Wydawcy określają Instytut często mianem „kuźni talentów”.

## Dyrektorzy Instytutu
- Alfred Kurella 1955–1957
- Max Zimmering 1958–1964
- Max Walter Schulz 1964–1983
- Hans Pfeiffer 1985–1989
- Helmut Richter 1990–1992
- Peter Gosse 1992–1993
- Bernd Jentzsch(inne języki) 1993–1998
- od 1999 naprzemiennie Hans-Ulrich Treichel, Josef Haslinger oraz Michael Lentz
- aktualnie funkcję Dyrektora Instytutu sprawuje Josef Haslinger.

## Wykładowcy w Instytucie
między innymi:
- Friedrich Albrecht
- Jan Peter Bremer
- Heiner Boehncke
- Dagmar Borrmann
- Bas Böttcher
- Werner Bräunig
- John von Düffel
- Jan Faktor
- Gottfried Fischborn
- Werner Fritsch(inne języki)
- Martina Hefter
- Christoph Hein
- Harald Hartung
- Josef Haslinger
- Kerstin Hensel
- Anneliese Hübscher
- Norbert Hummelt
- Thomas Hürlimann
- Roland Koch
- Jan Kuhlbrodt
- Katja Lange-Müller
- Jürgen Lehmann
- Bernd Leistner
- Terézia Mora
- Herta Müller
- Sten Nadolny
- Joachim Nowotny
- Roland Opitz
- Hans Pfeiffer
- Ulrich Plenzdorf
- Trude Richter
- Monika Rinck(inne języki)
- Moritz Rinke
- Valeri Scherstjanoi
- Roland Schimmelpfennig
- Marianne Schmidt
- Lutz Seiler
- Jens Sparschuh
- Burkhard Spinnen
- Ulf Stolterfoht
- Antje Rávic Strubel
- Gerhard Rothbauer
- Florian Thalhofer
- Hans-Ulrich Treichel
- Ilija Trojanow
- Jan Wagner
- Michael Wildenhain(inne języki)
- Uli Winters
- Hubert Witt
- Juli Zeh
- Lothar Zschuckelt

## Znani absolwenci

### Instytut im. Johannesa R. Bechera
- Kathrin Aehnlich
- Helmut Baierl
- Kurt Bartsch (eksmatrykulowany ze względów politycznych)
- Rudolf Bartsch
- Wilhelm Bartzsch
- Horst Bastian
- Karl Heinz Berger (eksmatrykulowany ze względów politycznych)
- Ulrich Berkes
- Reinhard Bernhof
- Werner Bräunig
- Peter Brock
- Wolfgang de Bruyn
- Heinz Czechowski
- Róža Domašcyna
- Kurt Drawert
- Adolf Endler
- Siegmar Faust (eksmatrykulowany ze względów politycznych)
- Herbert Friedrich
- Caritas Führer
- Ralph Giordano
- Gotthold Gloger
- Mario Göpfert
- Günter Görlich
- Hasso Grabner
- Paul Gratzik (eksmatrykulowany ze względów politycznych)
- Ralph Grüneberger
- Heidemarie Härtl
- Kerstin Hensel
- Gerald Höfer
- Holger Jackisch
- Karl-Heinz Jakobs
- Harry Kampling
- Adel Karasholi
- Rainer Kirsch
- Sarah Kirsch(inne języki)
- Wulf Kirsten(inne języki)
- Rainer Klis
- Barbara Köhler(inne języki)
- Erich Köhler
- Matthias Körner
- Christa Kozik
- Wolfgang Knape
- Joachim Knappe
- Angela Krauß
- Eckart Krumbholz
- Christoph Kuhn
- Joachim Kupsch
- Katja Lange-Müller
- Monika Lätzsch
- Arne Leonhardt
- Hans-Georg Lietz
- Werner Lindemann
- Egbert Lipowski
- Erich Loest
- Werner Makowski
- Norbert Marohn
- Horst Matthies
- Dieter Mucke (eksmatrykulowany ze względów politycznych)
- Gert Neumann (eksmatrykulowany ze względów politycznych)
- Helga M. Novak (eksmatrykulowana ze względów politycznych)
- Richard Pietraß
- Gerhard Pötzsch
- Helmut Preißler
- Gunter Preuß
- Andreas Reimann (eksmatrykulowany ze względów politycznych)
- Helmut Richter(inne języki)
- Thomas Rosenlöcher
- Bernd Rump
- Günter Saalmann
- Horst Salomon
- Paul Kanut Schäfer
- Wolfgang Schaller
- Ronald M. Schernikau
- Jörg Schieke
- Klaus Schlesinger
- Kathrin Schmidt
- Werner Schmoll
- Elisabeth Schulz-Semrau
- Maria Seidemann
- Waltraut Skoddow
- Martin Stade (eksmatrykulowany ze względów politycznych)
- Klaus Steinhaußen
- Hans-Jürgen Steinmann
- Rudi Strahl
- Manfred Streubel
- Gerti Tetzner
- Martin Viertel
- Ulrich Völkel
- Klaus Walther
- Fred Wander
- Hans Weber
- Walter Werner

### Niemiecki Instytut Literatury
- Volker H. Altwasser (* 1969)
- Konstantin Ames (* 1979)
- Tobias Amslinger (* 1985)
- Nora Bossong (* 1982)
- Sebastian Brock (* 1980)
- Jan Christophersen (* 1974)
- Jan Decker (* 1977)
- Jens Eisel (* 1980)
- Patrick Findeis (* 1975)
- Lucy Fricke (* 1974)
- Franziska Gerstenberg (* 1979)
- Constantin Göttfert (* 1979)
- Roman Graf (* 1978)
- Olga Grjasnowa (* 1984)
- Ariane Grundies (* 1979)
- Katharina Hartwell (* 1984)
- Martina Hefter (* 1965)
- Susanne Heinrich (* 1985)
- Kerstin Hensel (* 1961)
- Tobias Hülswitt (* 1973)
- Ricarda Junge (* 1979)
- Anna Kaleri (* 1974)
- Claudia Klischat (* 1970)
- Christopher Kloeble (* 1982)
- Oliver Kluck (* 1980)
- Petra Maria Kraxner (* 1982)
- Mareike Krügel (* 1977)
- Jan Kuhlbrodt (* 1966)
- Nadja Küchenmeister (* 1981)
- Hanna Lemke (* 1981)
- Wolfram Lotz (* 1981)
- Kristof Magnusson (* 1976)
- Clemens Meyer (* 1977)
- Frank Nicolai (* 19??)
- Thomas Pletzinger (* 1975)
- Thomas Podhostnik (* 1972)
- Steffen Popp (* 1978)
- Bertram Reinecke (* 1974)
- Ulrike Almut Sandig (* 1979)
- Saša Stanišić (* 1978)
- Anke Stelling (* 1971)
- Sarah Trilsch (* 1986)
- Judith Zander (* 1980)
- Wolfgang Zander (* 1956)
- Juli Zeh (* 1974)